# Улица Коллане
Улица Ко́ллане (эст. Kollane tänav) — улица в Таллине, столице Эстонии.

## География
Пролегает в микрорайоне Рауа городского района Кесклинн. Начинается от улицы Рудольфа Тобиаса и заканчивается на перекрёстке с улицей Яана Поска.
Протяжённость — 249 м.

## История
Название улица получила в 1882 году — Жёлтая улица (нем. Gelbe Strasse). Произошло оно от располагавшейся на улице деревянной казармы, выкрашенной в жёлтый цвет (нем. Gelbe Kaserne). Казарма сгорела в 1870 году.
Общественный транспорт по улице не курсирует.

## Застройка
В начале 2000-х годов начался снос деревянной застройки, относящейся к началу XX века, и к 2010-м годам улица приобрела новый вид:
- дом 4 — 6-этажный квартирный дом, построен в 2008 году;
- дом 5 — 4-этажный квартирный дом с подземным этажом (2001);
- дом 7 — 5-этажный квартирный дом (2006);
- дом 8 — 7-этажный квартирный дом (2007);
- дом 9 —  6-этажный квартирный дом, построен в 2023 году;
- дома 9/1 и 9/2 — 2-этажные деревянные жилые дома (1940),
- дом 12 — 6-этажный квартирный дом (2007);
- дом 16 — 2-этажный деревянный жилой дом, построен в 1912 году.